# Jariyá
El Jariyá (Kharga) (en árabe: الخارجة, pronunciación árabe: al Jāriya, en árabe egipcio coloquial: al Jārga, que significa desierto sur) es la capital de la Gobernación de Nuevo Valle (Uadi el Jadid), siendo el oasis más meridional de Egipto, de los seis occidentales. 
Se encuentra en el desierto de Libia, unos 200 km al oeste del valle del Nilo, y tiene unos 150 km de largo. La gobernación alberga una población de 187.256 habitantes (2006).

## Las fortalezas romanas
Todos los oasis siempre han sido una encrucijada de las rutas de caravanas, donde convergían en el árido desierto. En el caso de El Jariyá (Kharga), esto se hace especialmente evidente por la presencia de una cadena de fortalezas que los romanos ordenaron construir para proteger Darb el Arbain, la larga ruta de caravanas que se extienden de norte a sur, entre el Egipto Medio y Sudán.
Estas fortalezas varían de tamaño y función, siendo algunas pequeños puestos avanzados para la vigilancia de los mayores asentamientos. Otras fortalezas se erigieron en poblados que ya existían anteriormente, mientras que algunas, probablemente, fueron de nueva fundación. Todas ellas están hechas con adobes (ladrillos de barro), aunque algunas también albergan pequeños templos de piedra con inscripciones grabadas en sus muros. Muchos de estos lugares han sufrido relativamente pocos daños, conservando su antiguo aspecto.

## Transportes
Dispone de un servicio regular de autobuses que comunica este oasis con los demás oasis occidentales y el resto de Egipto. Una línea de ferrocarril Jariyá-Qena (Valle del Nilo) - Port Safaga (Mar Rojo) presta servicio desde 1996.